# Hypsoides conglomerata
Hypsoides conglomerata is een vlinder uit de familie tandvlinders (Notodontidae), onderfamilie processievlinders (Thaumetopoeinae). De wetenschappelijke naam van deze soort is voor het eerst geldig gepubliceerd in 1923 door Oberthür.
De soort komt voor in tropisch Afrika.